# Sorg og glæde
 Ikke at forveksle med Sorg og glæde (dokumentarfilm).
Sorg og glæde er en dansk film instrueret og skrevet af Nils Malmros, der havde premiere den 14. november 2013. 
Filmen er produceret af Nordisk Film og har Jakob Cedergren, Helle Fagralid, Nicolas Bro, Ida Dwinger, Kristian Halken og Søren Pilmark som medvirkende.

## Baggrund og produktion
Manuskriptet skrev Malmros i samarbejde med John Mogensen.
Filmen modtog 6,8 millioner kroner i støtte fra Det Danske Filminstitut, 800,000 fra DFI's regionale fond og yderligere støtte fra TV 2 og den Vestdanske Filmpulje.
På et kritisk tidspunkt under produktionen manglede der to millioner kroner. 
Malmros havde regnet med støtte fra Nordisk Film & TV Fond og DR's dramachef Ingolf Gabold, men ingen af disse ville støtte filmen. 
I stedet modtog filmen uventet støtte i form af en privat gave fra Malmros' klassekammerat Mogens Johansen, tidligere bestyrelsesmedlem i Lego-koncernen.
Malmros har ofte arbejdet med unge amatørskuespillere, og til Sorg og Glæde søgte han i 2012 efter teenagepiger og -drenge,
men ellers var bærende roller besat af professionelle skuespillere.
Produktionen gik i gang i 2012, og Malmros udtalte da:
| „ | Med udgangspunkt i min egen opvækst har mine film handlet om uskyldstabet og om stadier på vejen til at blive voksen. De har kredset om den uforløste og ulykkelige kærlighed. Med min nye film vil jeg fortælle om at nå frem til den gensidige og modne kærlighed gennem den største sorg og glæde i livet. Det kan lyde stort, men jeg føler, at jeg har dækning for ordene. | “ |

Malmros filmede i Århus blandt andet i sin egen have i Højbjerg og på Rosenvangsskolen i Viby.
Filmens fotograf var Jan Weincke, som havde samarbejdet med Malmros i en række andre film.
Den blev optaget digitalt og det blev den første film Weincke optog med denne teknik.
Filmen låner titel fra Thomas Kingos salme fra 1681, Sorrig og glæde de vandre til hobe.
Oprindelig var titlen arbejdstitlen på Malmros-filmen der blev til Kærlighedens smerte,
men distributøren overtalte Malmros til ændringen.

## Foromtale
Hvad Sorg og Glæde handlede om var hemmelighedsfuldt indtil Medierådet for Børn og Unge skrev en vurdering af filmen med et kort resumé.
Det bragte den store personlige tragedie, der lå til grund for filmen, frem til fremtrædende medieomtale.
Virkelighedens hændelse skete i 1984 og blev dengang anonymt beskrevet af flere medier. 
Dele af filmens handling blev yderligere afsløret da filmtraileren blev frigivet den 30. juli 2013.
I oktober 2013 blev filmen udtaget til hovedkonkurrencen i filmfestivalen i Rom i november.

## Modtagelse
Filmen havde gallapremiere den 12. november 2013.
Dagen før den egentlige premiere anmeldte DR's Per Juul Carlsen filmen til fem ud af seks stjerner og kaldte den "uendeligt fascinerende" og en "sjælden perle".
Berlingskes anmelder Louise Kidde Sauntved, Politikens Kim Skotte og BT gav den også fem stjerner.
Derimod var Klaus Rifbjerg i sin anmeldelse i Filmmagasinet Ekko forbeholden og skrev at "præmisserne indfries", men at filmen var "skæbnesvangert begrænset og mondæn, fordi der kun er tale om en gestus" og gav den blot tre stjerner.
Samme antal nåede Jyllands-Postens Nanna Frank Rasmussen frem til.
Denne anmeldelse blev kraftigt imødegået af en ovenud entusiastisk Christian Braad Thomsen, der betegnede Rasmussens anmeldelse som "justitsmord" og kaldte Sorg og glæde for "en af de bedste danske film nogensinde", der var fortalt med "Malmros' suverænt flydende, ubesværede og eftertænksomme rytme og med denne stramt beherskede kontrol over de mindste filmiske virkemidler samt med dette dybt harmoniske og indforståede forhold til skuespillerne".
Braad Thomsen gik også løs på Rifbjerg og kaldte elementer i Rifbjergs anmeldelse for "noget mageløst vås".
Senere kommenterede Malmros også selv Rifbjergs anmeldelse og skrev, at han følte at Rifbjerg var ondskabsfuld.
En anmelder fra The Hollywood Reporter, der havde set filmen ved Roms Filmfestival, var ikke positiv og mente at filmen var langt mindre overbevisende end Joachim Lafosse nylige film Our Children.
Heller ikke Varietys anmelder var positiv, og mente at historien burde have blevet i skrivebordsskuffen.
Malmros blev ivrigt interviewet omkring premieren, hvor han kommenterede filmen og den bagvedliggende historie. 
Under et af interviewene sagde Malmros, at han havde haft en flirt med Line Arlien-Søborg, mens hun spillede hovedrollen i Skønheden og udyret.
Arlien-Søborg protesterede kraftigt, afviste at hun havde haft en flirt og udtalte til Ekstra Bladet: "Nils Malmros manipulerer og fordrejer for at lykkes med at iscenesætte sin film i offentligheden. Han ofrer og misbruger vores venskabelige relation for at fuldende sit værk og frasiger sig det ansvar, han alene burde tage."
Trods det tunge emne nåede filmen 45.447 solgte billetter i premiereugen.
I hele 2013 opnåede den et salg på knap 250.000 billetter,
og yderligere et par titusinder i 2014.